# Ciklosporin
Ciklosporin (INN, cyklosporine (USAN), cyclosporin (bivši BAN) ili cyclosporin A, je imunosupresantni lek koji se široko koristi nakon alotransplantacije organa da be umanjila aktivnost pacijentovog imunskog sistema, i time rizik neprihvatanja organa. On je bio studiran kod transplanta kože, srca, bubrega, jetre, pluća, pankreasa, koštane srži, i tankih creva. Inicijalno je izolovan iz jednog Norveškog uzorka humusa. Ciklosporin je ciklični ne-ribozomski peptid sa 11 aminokiselina koji proizvodi gljiva Beauveria nivea, i sadrži jednu D-aminokiselinu, što se retko sreće u prirodi.

## Indikacije
Imunosupresivni efekat ciklosporina je bio otkriven 31. 1. 1972. u kompaniji Sandoz (sad Novartis) u Bazelu, Švajcarska, u toku testiranja imunosupresije u eksperimentu koji je dizajnirao i izveo Hartmann F. Stähelin. Uspeh ciklosporina u sprečavanju rejekcije organa je bio pokazan na transplantima jetre. Prvi pacijent na kome je ovaj lek primenjen 1980. godine je bila jedna dvadeset osmogodišnja žena. Ciklosporin je bio odobren za upotrebu 1983. godine.
Sem upotrebe u transplantnoj medicini, ciklosporin se takođe koristi za psorijazu, kod ozbiljnih slučajeva atopičkog dermatitisa, za pyoderma gangrenosum, hronične autoimune urtikarije, i ponekad za reumatoidni artritis i slične bolesti. U SAD, on se često koristi u obliku oftalmičkih kapi za oči u tretmanu suvih očiju. Njegova primena kod mnogih drugih autoimunih bolesti je bila istražena. On se ponekad koristi u veterini, pogotovo u ekstremnim slučajevima imuno posredovane hemolitičke anemije. Inhalirani ciklosporin je bio istražen u tretmanu astme. Mogućnost njegove primene kao preventivne terapije za hroničnu rejekciju pluća se istražuje. Ciklosporin je takođe bio korišćen u tretmanu pacijenata sa ulceroznim kolitisom koji ne reaguju na tretman sa steroidima. Ovaj lek se isto tako koristi u tretmanu uveitisa sa non-infektivnom etiologijom.
Ciklosporin je bio istražen kao moguće neuroprotektivno sredstvo za stanja kao što su traumatska povreda mozga, i bilo je pokazano u eksperimentima na životinjama da redukuje oštećenja mozga uzrokovana povredama. Ciklosporin blokira formaciju mitohondrijalne permeabilne propustljivosti pora, za koju je ustanovljeno da prouzrokuje veći deo oštećenja asociranih sa povredama glave i neurodegenerativnim bolestima.

## Mehanizam akcije
Za ciklosporin se misli da se vezuje za citosolni protein ciklofilin (imunofilin) limfocita, posebno T-limfocita. Ovaj kompleks ciklosporina i ciklofilina inhibira kalcineurin, koji je, pod normalnim okolnostima, odgovoran za aktiviranje transkripcije interleukina 2. U T-ćelijama, aktivacija T-ćelijskog receptora normalno povišava intracelularni kalcijum, koji dejstvuje na kalmodulin da aktivira kalcineurin. Kalcineurin zatim defosforilizira transkripcioni faktor NF-AT (nuklearni faktor aktiviranih T-ćelija), koji prelazi u nukleus T-ćelija i povećava aktivnost kodiranja IL-2 gena i srodnih citokina. Ciklosporin sprečava defosforilizaciju NF-AT vezivanjem za ciklofilin. On takođe inhibira limfokin produkciju i oslobađanje interleukina. On dovodi do umanjenja funkcije efektorskih T-ćelija. Ovo ne utiče na citostatičku aktivnost.

## Literatura
- „Ciclosporin”. Drug Discovery - A History. John Wiley & Sons. 2005. стр. 298–299 (refs. page 315.

## Spoljašnje veze
- Neoral
- Sandimmune
- Atopica (za atopički dermatitis kod pasa)
- Novartis Životinjsko Zdravlje
- SAD Nacionalna Medicinska Biblioteka: Informacioni portal za lekove - Ciklosporin
- Online info za oči

|  | Molimo Vas, obratite pažnju na važno upozorenje u vezi sa temama iz oblasti medicine (zdravlja). |